# Прапор Сан-Марино
Прапор Сан-Марино — один із офіційних символів держави Сан-Марино.
Прапор Сан-Марино має вигляд двох горизонтальних смуг — білої зверху та ясно-блакитної знизу. В центрі прапора — герб, який має вигляд щита (із зображенням трьох замків посередині). Його оточує вінок, зверху над ним корона, а під ним — сувій із написом «LIBERTAS» (Свобода).

## Політичні прапори

Комуністична партія Сан-Марино

## Прапори міст-комун
Всі міста-комуни мають свій прапор.

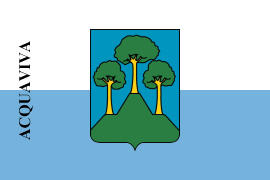
Аккуавіва
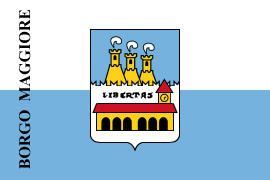
Борго-Маджоре
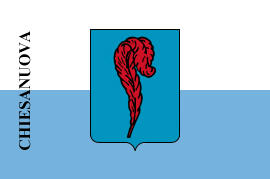
К'єзануова
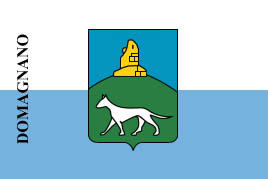
Доманьяно
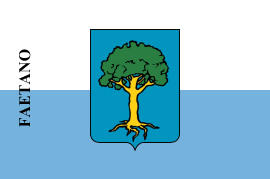
Фаетано
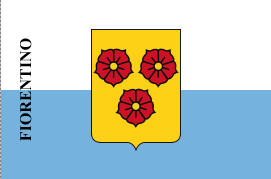
Фйорентіно
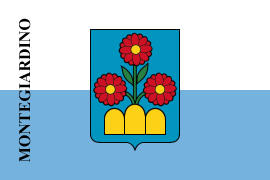
Монтеджардіно
Сан-Марино
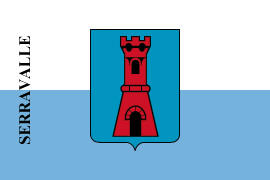
Серравалле